# Szamosi Ferenc
Szamosi (Sztoics) Ferenc (Budapest/Érd, 1915. február 15. – Budapest, 1968. július 14.) magyar válogatott jégkorongozó, edző és gyeplabdázó. Hétszeres magyar bajnok. Az 1936-os téli olimpián és hat jégkorong világbajnokságon képviselte Magyarországot. Az 1936-os nyári olimpiai játékok során a magyar gyeplabda válogatottat erősítette.

## Pályafutása
Jégkorongozóként 1930 szerepelt a Hunfalvy felső kereskedelmi iskola játékosaként a KISOK bajnokságban, de már ugyanebben az évben játéklehetőséget kapott a BBTE színeiben is. Egy rövid svájci kitérőtől eltekintve a BBTE-ben játszott egészen 1944-ig. A 2. világháborút követően több hazai jégkorongcsapatban is megfordult.
A magyar válogatottban 1933-ban a világbajnokságon mutatkozott be a lettek elleni mérkőzésen. A címeres mezt 1958-ban húzta magára utoljára a jugoszlávok ellen. Válogatottsága alatt összesen hat világbajnokságon és egy téli olimpián szerepelt. Tagja volt az 1939-es főiskolai világbajnokságon második helyen végzett csapatnak.
1955-ben lett az Újpesti Dózsa edzője. 1961-től a Bp. Spartacus újonnan létrejött jégkorong-szakosztályának trénere volt. 1965 januárjától ismét az Újpest Dózsa felnőtt csapatának az edzésit irányította 1968-ig. Edzőként öt magyar bajnoki címet és két magyar kupa győzelmet számol.
A Magyar Jégkorong Szövetség által felállított Hírességek Csarnokának tagja.